# Palma Sola (Jujuy)
Palma Sola es una ciudad en el departamento Santa Bárbara, provincia de Jujuy, Argentina. Se ubica en la región fitogeográfica de las Yungas. Está emplazada sobre la ruta provincial RP 6 a 159 km de San Salvador de Jujuy.
Su población total en el municipio según el último censo argentino de 2010 fue de 5,093 habitantes (Indec, 2010) lo que frente al resultado del censo argentino de 2001 (5318) mostrando un declive de la población de un 4,23 por ciento.

## Turismo

### Fiestas patronales en honor a la Virgen del Valle
Anualmente se festeja el 26 de abril

### Reserva natural Las Lancitas
Se pueden visitar interesantes sectores desde Palma sola o paraje Villa Monte casi en el límite de la reserva. Se ofrece alojamiento y acampe, así como visitas y cabalgatas guiadas, caminatas, observación de aves y avistaje de fauna. Está permitido el Turismo de aventura.

### Festival Provincial del Gaucho
Anualmente en día variable de diciembre

### Cartografía de peligros geológicos
El Servicio Geológico Minero Argentino tiene relevados con "Estudios de Detalle" el “Aluvión de Palma Sola", publicado en: "Serie Contribuciones Técnicas, Peligrosidad Geológica N.º 3.".
El último aluvión no natural se produjo el 4 de abril de 2001.

## Parroquias de la Iglesia católica en Palma Sola
| Diócesis       | Jujuy                    |
| -------------- | ------------------------ |
| Cuasiparroquia | Nuestra Señora del Valle |